# ارنست اوت‌والت
ارنست اوت‌والت (آلمانی: Ernst Ottwalt؛ زادهٔ ۱۳ نوامبر ۱۹۰۱ در زیپنف – درگذشتهٔ ۲۴ اوت ۱۹۴۳ در آرخانگلسک) یک نویسنده، نمایشنامه‌نویس و فیلم‌نامه‌نویس کمونیست اهل آلمان بود.